# 思得学园
30°32′27″N 114°21′40″E / 30.54083°N 114.36111°E

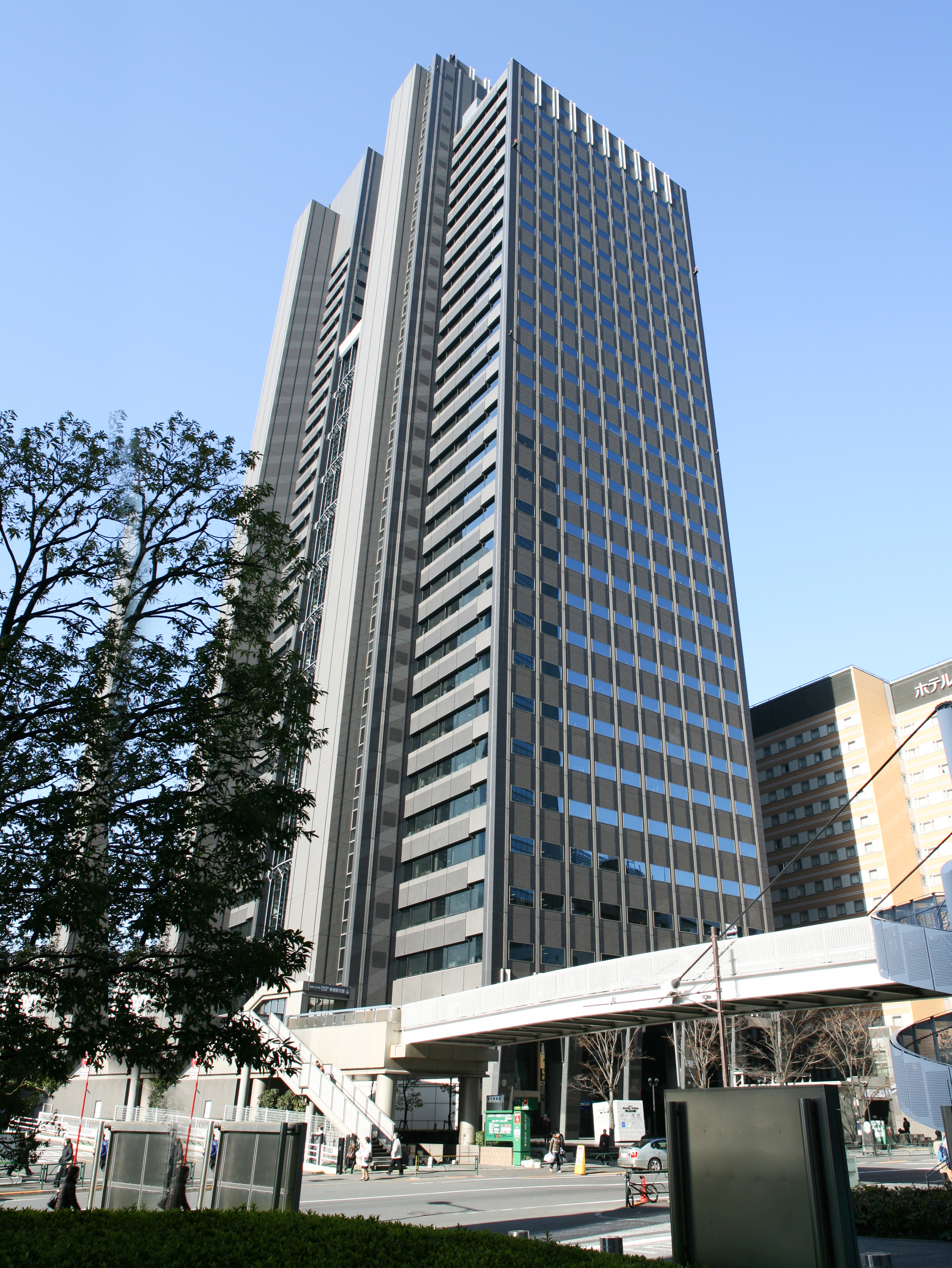
思得学园所屬的阿必拓思位於位於新宿MAYNDS大樓第15樓

思得学园，隶属于株式会社Abitus，2015年1月正式成立。

## 媒体报道
- 阿必拓思将在东京面向中国学生开预备学校 日经中文网 （页面存档备份，存于）
- アビタス、中国人留学生向け予备校　大学进学に参入 产经新闻 （页面存档备份，存于）